# Landesregierung Nordrhein-Westfalen

Logo für die Öffentlichkeitsarbeit

Die Landesregierung Nordrhein-Westfalen besteht aus dem Ministerpräsidenten und den Landesministern.
Seit dem 28. Juni 2022 ist die schwarz-grüne Regierung aus CDU und Bündnis 90/Die Grünen unter Ministerpräsident Hendrik Wüst (CDU) im Amt.
Der Ministerpräsident bestimmt die Richtlinien der Politik der Landesregierung und trägt dafür die Verantwortung (sogenannte Richtlinienkompetenz). Er leitet die Geschäfte der Landesregierung nach Maßgabe der Geschäftsordnung. Der Ministerpräsident wird vom Landtag Nordrhein-Westfalen aus seiner Mitte im ersten Wahlgang mit absoluter Mehrheit gewählt; für die nächsten zwei Wahlgänge genügt eine relative Mehrheit, der vierte Wahlgang wird als Stichwahl abgehalten. Die übrigen Regierungsmitglieder werden vom Ministerpräsidenten ernannt und entlassen; ein Regierungsmitglied wird vom Ministerpräsidenten zu seinem Stellvertreter bestimmt.
Das Amt des Ministerpräsidenten endet mit dem Zusammentritt eines neuen Landtags. Da das Amt der Landesminister an das Amtsende des Ministerpräsidenten gekoppelt ist, enden zu diesem Zeitpunkt auch deren Ämter, ebenfalls bei Rücktritt oder Tod des Ministerpräsidenten oder bei seiner Abwahl durch konstruktives Misstrauensvotum.

## Ministerpräsident als Mitglied des Landtags
Eine herausragende Besonderheit der Regierungsbildung in Nordrhein-Westfalen ist die zwingende Notwendigkeit, dass der Kandidat für das Amt des Ministerpräsidenten zumindest zum Zeitpunkt seiner Wahl durch den Landtag dem Landesparlament angehören muss:
Artikel 52 Satz 1 der Verfassung für das Land Nordrhein-Westfalen: „Der Landtag wählt aus seiner Mitte in geheimer Wahl ohne Aussprache den Ministerpräsidenten mit mehr als der Hälfte der gesetzlichen Zahl seiner Mitglieder.“
Aufgrund dieser Anforderung konnte im November 2002 nicht der designierte Nachfolger des in die Bundesregierung gewechselten Wolfgang Clement, der SPD-Landesvorsitzende Harald Schartau, zum Ministerpräsidenten gewählt werden; er gehörte dem Landtag nicht an. Stattdessen wurde der bisherige Finanzminister Peer Steinbrück neuer Ministerpräsident.

## Landesregierungen seit 1946

Landtagswahlen und Landesregierungen von 1947 bis 2021

Aufgrund von Landtagswahlen und Regierungsumbildungen amtierten seit der Gründung des Landes Nordrhein-Westfalen im Jahr 1946 folgende Landesregierungen:
| Ministerpräsident              | Regierungsparteien                             | von                | bis                | Kabinett              |
| ------------------------------ | ---------------------------------------------- | ------------------ | ------------------ | --------------------- |
| Rudolf Amelunxen (parteilos) 1 | Zentrum, SPD, KPD, FDP (ab 10. September 1946) | 29. August 1946    | 5. Dezember 1946   | Kabinett Amelunxen I  |
| Rudolf Amelunxen (parteilos) 1 | CDU, Zentrum, SPD, KPD, FDP                    | 5. Dezember 1946   | 17. Juni 1947      | Kabinett Amelunxen II |
| Karl Arnold (CDU)              | CDU, Zentrum, SPD, KPD (bis 7. Februar 1948)   | 17. Juni 1947      | 1. August 1950     | Kabinett Arnold I     |
| Karl Arnold (CDU)              | CDU                                            | 1. August 1950     | 15. September 1950 | Kabinett Arnold II 2  |
| Karl Arnold (CDU)              | CDU, Zentrum                                   | 15. September 1950 | 27. Juli 1954      | Kabinett Arnold II 2  |
| Karl Arnold (CDU)              | CDU, FDP, Zentrum                              | 27. Juli 1954      | 28. Februar 1956   | Kabinett Arnold III   |
| Fritz Steinhoff (SPD)          | SPD, FDP, Zentrum                              | 28. Februar 1956   | 24. Juli 1958      | Kabinett Steinhoff    |
| Franz Meyers (CDU)             | CDU                                            | 24. Juli 1958      | 26. Juli 1962      | Kabinett Meyers I     |
| Franz Meyers (CDU)             | CDU, FDP                                       | 26. Juli 1962      | 26. Juli 1966      | Kabinett Meyers II    |
| Franz Meyers (CDU)             | CDU, FDP                                       | 26. Juli 1966      | 8. Dezember 1966   | Kabinett Meyers III   |
| Heinz Kühn (SPD)               | SPD, FDP                                       | 8. Dezember 1966   | 28. Juli 1970      | Kabinett Kühn I       |
| Heinz Kühn (SPD)               | SPD, FDP                                       | 28. Juli 1970      | 4. Juni 1975       | Kabinett Kühn II      |
| Heinz Kühn (SPD)               | SPD, FDP                                       | 4. Juni 1975       | 20. September 1978 | Kabinett Kühn III     |
| Johannes Rau (SPD)             | SPD, FDP                                       | 20. September 1978 | 4. Juni 1980       | Kabinett Rau I        |
| Johannes Rau (SPD)             | SPD                                            | 4. Juni 1980       | 5. Juni 1985       | Kabinett Rau II       |
| Johannes Rau (SPD)             | SPD                                            | 5. Juni 1985       | 12. Juni 1990      | Kabinett Rau III      |
| Johannes Rau (SPD)             | SPD                                            | 12. Juni 1990      | 17. Juli 1995      | Kabinett Rau IV       |
| Johannes Rau (SPD)             | SPD, Bündnis 90/Die Grünen                     | 17. Juli 1995      | 9. Juni 1998       | Kabinett Rau V        |
| Wolfgang Clement (SPD)         | SPD, Bündnis 90/Die Grünen                     | 9. Juni 1998       | 27. Juni 2000      | Kabinett Clement I    |
| Wolfgang Clement (SPD)         | SPD, Bündnis 90/Die Grünen                     | 27. Juni 2000      | 12. November 2002  | Kabinett Clement II   |
| Peer Steinbrück (SPD)          | SPD, Bündnis 90/Die Grünen                     | 12. November 2002  | 24. Juni 2005      | Kabinett Steinbrück   |
| Jürgen Rüttgers (CDU)          | CDU, FDP                                       | 24. Juni 2005      | 15. Juli 2010      | Kabinett Rüttgers     |
| Hannelore Kraft (SPD)          | SPD, Bündnis 90/Die Grünen                     | 15. Juli 2010      | 21. Juni 2012      | Kabinett Kraft I 3    |
| Hannelore Kraft (SPD)          | SPD, Bündnis 90/Die Grünen                     | 21. Juni 2012      | 30. Juni 2017      | Kabinett Kraft II     |
| Armin Laschet (CDU)            | CDU, FDP                                       | 30. Juni 2017      | 28. Oktober 2021   | Kabinett Laschet      |
| Hendrik Wüst (CDU)             | CDU, FDP                                       | 28. Oktober 2021   | 29. Juni 2022      | Kabinett Wüst I       |
| Hendrik Wüst (CDU)             | CDU, Bündnis 90/Die Grünen                     | 29. Juni 2022      | amtierend          | Kabinett Wüst II      |